# Simon Terry
Simon Duncan Terry (Grantham, 27 de março de 1974) é um arqueiro britânico, medalhista olímpico.

## Carreira
Simon Terry representou seu país nos Jogos Olímpicos em 1992, 2008 e 2012, ganhando a medalha de bronze em 1992 no individual e por equipes.